# Время спорта
«Время спорта» — одеська обласна спортивна газета, яка виходила з червня 2003 року по листопад 2018 року. Поширювалася в Одесі та Одеській області. Видавалася російською мовою.

## Історія
Газета була заснована в червні 2003 року журналістами Михайлом Співаковським та Юрієм Усатюком, і в першому ж календарному сезоні презентувала громадськості цілу низку проєктів, що згодом стали традиційними в одеському спорті. Зокрема, за підсумками кожного року газета проводила опитування спортивних журналістів та репортерів, за результатами якого визначались найкращі спортсмени, тренери та команди як серед професіоналів, так і серед аматорів. До лауреатів у різні роки входили відомі спортсмени Юрій Чебан, Юрій Білоног, Олена Грушина, Руслан Гончаров, Василь Ломаченко, Олена Хомрова, Андрій Воронін, тренери Семен Альтман, Євген Ніколаєв, Олег Сич, Роман Григорчук, Олена Соколовська, Сергій Голотов, команди ФК «Чорноморець», ВК «Джинестра», БК «Хімік», ВК «Хімік», ГК «Портовик» та ін.
Редакція регулярно видавала довідкові видання та спеціальні випуски, присвячені масштабним подіям у спортивному житті на Одещині. Найпомітніший у цьому числі проєкт — книга «БІПА», що вийшла 2013 року, та присвячена історії популярного однойменного одеського баскетбольного клубу.
Щороку видання проводило зустрічі зі знавцями у рамках популярної гри «Що? Де? Коли?».
Діяльність газети регулярно заохочувалася на різному рівні традиційними дипломами та подяками. А за підсумками 2004 року видання увійшло до числа лауреатів всеукраїнського конкурсу НОК «Україна олімпійська» у номінації «Найкраща газета року».
Подолавши десятирічну межу виходів у світ, газета увійшла до списку одеських спортивних видань довгожителів за всю історію одеської преси.
У листопаді 2018 року, коли вийшов останній 664-й номер, редакція призупинила випуск паперових видань. Основними причинами цього стали фінансові труднощі та закон України про друковані ЗМІ, який забороняє повністю чи частково публікацію видань російською мовою. Діяльність редакції продовжив інтернет-проєкт «Футбол по-одеськи».

## Головні редактори газети у різні роки
1. 2003 — листопад 2004 — Михайло Аркадійович Співаковський, Юрій Іванович Усатюк
2. листопад 2004 — січень 2005 — Михайло Аркадійович Співаковський
3. лютий 2005 — червень 2009 — Юрій Сергійович Кравченко
4. липень 2009—2018 — Юрій Іванович Усатюк

## Переможці щорічного референдуму «Часу спорту»
| СПОРТСМЕН РОКУ - 2003 Віктор Макаров (кульова стрільба) - 2004 Юрій Білоног (легка атлетика, ядро) - 2005 Олена Грушина и Руслан Гончаров (фігурне катання) - 2006 Олена Грушина и Руслан Гончаров (фігурне катання) - 2007 Василь Ломаченко (бокс) - 2008 Василь Ломаченко (бокс) - 2009 Василь Ломаченко (бокс) - 2010 Олена Хомрова (фехтування) - 2011 Андрій Воронін (футбол) - 2012 Юрій Чебан (веслування на байдарках і каное) - 2013 не визначався - 2014 Юрій Чебан (веслування на байдарках і каное) - 2015 Анастасія Тодорова (веслування на байдарках і каное) - 2016 Юрій Чебан (веслування на байдарках і каное) | ТРЕНЕР РОКУ - 2003 Семен Альтман (футбол, «Чорноморець») - 2004 Юрій Кучінов (важка атлетика) - 2005 Семен Альтман (футбол, «Чорноморець») - 2006 Олег Сич (гандбол, «Портовик») - 2007 Олена Соколовська (волейбол) і Анатолій Ломаченко (бокс) - 2008 Анатолій Ломаченко (бокс) - 2009 Анатолій Ломаченко (бокс) - 2010 Олена Соколовська (волейбол, «Джинестра») - 2011 Євген Ніколаєв (волейбол, «Хімік») - 2012 Вячеслав Сорокін (веслування на байдарках і каное) - 2013 Роман Григорчук (футбол, «Чорноморець») - 2014 Вячеслав Сорокін (веслування на байдарках і каное) - 2015 Сергій Голотов (волейбол, «Хімік») - 2016 Вячеслав Сорокін (веслування на байдарках і каное) | КОМАНДА Року - 2003 ФК «Чорноморець» Одеса - 2004 ВК «Джинестра» Одеса - 2005 БК «Хімік» Южне - 2006 ГК «Портовик» Южне - 2007 ГК «Портовик» Южне - 2008 ВК «Джинестра» Одеса - 2009 ГК «Портовик» Южне - 2010 ВК «Джинестра» Одеса - 2011 ВК «Хімік» Южне - 2012 ВК «Хімік» Южне - 2013 ФК «Чорноморець» Одеса - 2014 ВК «Хімік» Южне - 2015 БК «Хімік» Южне - 2016 ВК «Хімік» Южне |

| ФУТБОЛІСТ РОКУ - 2003 Олександр Косирін «Чорноморець» - 2004 Олександр Косирін «Чорноморець» - 2005 Олександр Косирін «Чорноморець» - 2006 Андрій Кирлик «Чорноморець» - 2007 Віталий Руденко «Чорноморець» - 2008 Владимир Коритько «Чорноморець» - 2009 Валентин Полтавець «Дністер» - 2010 Виталий Руденко* «Чорноморець» - 2011 Сергій Політило «Чорноморець» - 2012 Лео Матос «Чорноморець» - 2013 Кирило Ковальчук «Чорноморець» - 2014 не визначався - 2015 не визначався - 2016 не визначався | БАСКЕТБОЛІСТ РОКУ - 2003 Олег Юшкін БК «Одеса» - 2004 Сергій Ліщук «Хімік» - 2005 Ярослав Зубрицький МБК «Одеса» / «Хімік» - 2006 Ярослав Зубрицький «Хімік» - 2007 Олег Юшкін БК «Одеса» - 2008 Вайкін Келлі «Хімік» - 2009 Андрій Агафонов «Хімік» - 2010 Вадим Пудзирей* МБК «Одеса» - 2011 не визначався - 2012 не визначався - 2013 не визначався - 2014 не визначався - 2015 не визначався - 2016 не визначався | ВІДКРИТТЯ РОКУ - 2003 Вікторія Кутузова (теніс) - 2004 Фізкультурно-спортивний комплекс «Олімп» Южне - 2005 БК «Домоград» Одеса - 2006 Василь Ломаченко (бокс) - 2007 МФК «Марріон» Одеса - 2008 Віктор Гришко — головний тренер «Чорноморця» - 2009 Олег Харитонов (веслування на байдарках і каное) - 2010 Каріна Станкова (вільна боротьба) - 2011 Новий стадіон «Черноморець» - 2012 Іван Бобко (футбол, «Чорноморець») - 2013 не визначався - 2014 не визначався - 2015 Одеський Інфо-Центр «Парі-Матч» - 2016 не визначався |

| АМАТОРСЬКА КОМАНДА РОКУ - 2003 «Реал» Одеса - 2004 «Глорія» Одеса - 2005 «Іван» Одеса - 2006 «Глорія» Одеса - 2007 «Бастіон» Чорноморськ - 2008 «Глорія» Одеса - 2009 «Глорія» Одеса - 2010 «Глорія» Одеса - 2011 «Чорне море» Одеса - 2012 «Совіньйон» Таїрове - 2013 «Чорне море» Одеса - 2014 «Чорне море» Одеса - 2015 «Балкани» Заря - 2016 «МКВ» Одеса | ФУТЗАЛЬНА КОМАНДА РОКУ - 2003 «Море» Іллічівськ - 2004 «Атлетиі» Одеса - 2005 «Іван» Одеса - 2006 «Чорне море» Одеса - 2007 «Марріон» Одеса - 2008 «Іллічівець» Іллічівськ - 2009 «Елефант» Одеса - 2010 МФК «Одеса» - 2011 «Чорне море» Одеса - 2012 «Чорне море» Одеса - 2013 «Чорне море» Одеса - 2014 «Чорне море» Одеса - 2015 «Чорне море» Одеса - 2016 «Чорне море» Одеса | ВЕТЕРАНСЬКА КОМАНДА РОКУ - 2003 «Рішельє» Одеса - 2004 «Рішельє» Одеса - 2005 «Рішельє» Одеса - 2006 «Чорне море» Одеса - 2007 «Рішельє» Одеса - 2008 «Рішельє» Одеса - 2009 «Чорне море» Одеса - 2010 «Рішельє» Одеса - 2011 «Чорне море» Одеса - 2012 «Рішельє» Одеса - 2013 «Чорне море» Одеса - 2014 «Чорне море» Одеса - 2015 «Чорне море» Одеса - 2016 «Чорне море» Одеса |

- Примітка. У 2010 році в номінаціях «Футболіст року» та «Баскетболіст року» визначалися найкращі гравці за підсумками першого десятиліття XXI століття.

## Символічні клуби, започатковані газетою «Время спорта»
- Клуб бомбардирів 50 Володимира Плоскіни. Відкритий 25 травня 1986 року, а офіційно заснований в рамках першого засідання клубу в № 28 (66) від 6 липня 2004 року (матеріал Юрія Усатюка «Косырина ждут великие»). Членами клубу автоматично стають гравці, які забили за одеський «Чорноморець» 50 і більше голів в офіційних змаганнях (єврокубкові турніри, вищі дивізіони чемпіонатів СРСР і України, Кубок СРСР і України, Кубок Федерації футболу СРСР, Суперкубок України). Члени Клубу: Володимир Плоскіна (№ 1), Тимерлан Гусейнов (№ 2), Олександр Косирін (№ 3)[10].
- VIP-клуб бомбардирів 50 Андрія Вороніна. Відкритий 15 серпня 2007 року, офіційно заснований в рамках першого засідання клубу в № 31 (257) від 21 серпня 2007 року (матеріал Юрія Усатюка «Хищник»). Членами клубу автоматично стають вихованці одеського футболу, які забили 50 і більше голів у вищих дивізіонах провідних європейських чемпіонатів і національних кубків (Англія, Франція, Німеччина, Іспанія, Італія), єврокубкових турнірах, а також офіційних і товариських матчах за національні збірні країн, в яких вони представляють клуби «великої європейської п'ятірки». Члени Клубу: Андрій Воронін (№ 1).
- Клуб бомбардирів 100 Василя Москаленка. Відкритий 21 вересня 1962 року, офіційно заснований в № 3 (565) від 4 лютого 2014 року (матеріал Юрія Усатюка «Клуб 100 одесских бомбардиров»), а перше засідання клубу пройшло в № 5 (567) від 18 лютого 2014 року (матеріал Юрія Усатюка «Один лауреат и ни одного кандидата»). Членами клубу автоматично стають гравці, які забили 100 і більше голів за команди-майстрів одеської області в офіційних змаганнях (єврокубкові турніри, всі без обмежень дивізіони чемпіонатів СРСР і Україна, Кубок СРСР і України, Кубок Федерації футболу СРСР, Суперкубок України). Члени Клубу: Василь Москаленко (№ 1).
- Клуб бомбардирів 100 Кирила Красія. Відкритий 7 травня 2004 року, а офіційно заснований в № 2 (624) від 1 березня 2016 року (розгорнуте інтерв'ю Кирила Красія). Членами клубу автоматично стають футзалісти, які подолали позначку в сто забитих за одеські команди м'ячів у Першій лізі України. Члени Клубу: Кирило Красій (№ 1).
- Клуб бомбардирів 100+100 Кирила Красія. Відкритий 7 травня 2004 року, а офіційно заснований в № 2 (624) від 1 березня 2016 року (розгорнуте інтерв'ю Кирила Красія). Членами клубу автоматично стають одеські футзалісти, які забили по сто м'ячів і у вищій, і в першій лігах чемпіонату країни. Члени Клубу: Кирило Красій (№ 1).
- Клуб бомбардирів 100 Богдана Смішко. Відкрито 20 березня 2000 року. Членами клубу автоматично стають гравці, які забили 100 і більше голів у чемпіонаті Одеси з футзалу. Члени Клубу: Богдан Смішко (№ 1), Богдан Марталога (№ 2), Іван Бабаєв (№ 3), Тарас Фомук (№ 4), Артур Ляхов (№ 5), Геннадій Мірошниченко (№ 6), Кирило Красій (№ 7), Анатолій Коломійчук (№ 8), Сергій Захаренко (№ 9), Євген Єременко (№ 10), Євген Побережний (№ 11), Сергій Макаренко (№ 12), Олексій Коренков (№ 13), Олександр Станкевич (№ 14), Юрій Степанов (№ 15), Юрій Лоскутов (№ 16).
- Клуб бомбардирів 100 Михайла Захаренка[11]. Відкрито 3 квітня 2005 року. Членами клубу автоматично стають гравці, які забили 100 і більше голів в офіційних змаганнях дорослих команд, що проводяться під егідою Асоціації міні-футболу Одеської області (чемпіонат і Кубок області, Ліга чемпіонів області, Кубок виклику, міжнародні турніри «Біла акація» і «Кубок Водяна»). Члени Клубу: Михайло Захаренко (№ 1), Олег Білий (№ 2), Євген Букарасєв (№ 3), Олександр Погорєлов (№ 4), Максим Коптєв (№ 5), Денис Зейналов (№ 6), Денис Щербатюк (№ 7), Ігор Кіфер (№ 8), Руслан Корженко (№ 9), Олександр Євтодій (№ 10).
- Клуб бомбардирів 100 Олександра Матвєєва. Відкрито 31 січня 2015 року. Членами клубу автоматично стають гравці, які забили 100 і більше голів в офіційних ветеранських змаганнях, що проводяться під егідою Асоціації міні-футболу Одеської області (Першість області пам'яті Анатолія Колдакова, чемпіонат області пам'яті Віктора Дукова, Кубок пам'яті Миколи Березського, Суперкубок області). Члени Клубу: Олександр Матвєєв (№ 1).

## Книги
- Чилиби П. Х. / «Футбол и жизнь в мою пользу». — Одесса.: ТЭС, 2006. — 137,(5) с. + ил.
- Усатюк Ю. И. / «Fortes Fortuna Adiuvat» (Судьба помогает смелым). — Одесса.: ВМВ, 2009. — 176 с.: ил.
- Ефимов В. Е. «Чемпион, которого не ждали». — Одесса: ВМВ, 2011. — 304 с.
- Спиваковский М. А., Усатюк Ю. И., Кравченко Ю. В. / «БИПА». — Одесса.: ВМВ, 2012. — 480 с. + 48 с. ил.
- Спиваковский М. А., Усатюк Ю. И., Кравченко Ю. В. / «БИПА» («BIPA» — Изд. 2-е, доп.) — Одесса.: ПЛАСКЕ, 2013. — 502,(48) с. : фот., табл.
- Ефимов В. Е. / «Юрий Чебан. Восхождение на Олимп». — Одесса: ВМВ, 2013. — 144 с.
- Усатюк Ю. И. «Футбол. Одесса-1997» (восстановленное издание). — Одесса: Плутон, 2014. — 255 с.
- Ефимов В. Е., Усатюк Ю. И. Гандбол у Чёрного моря. — Одесса: ТакиБук, 2017. — 412 с., ISBN 978-617-7424-65-8